# Operone arabinosio
L'operone arabinosio  (chiamato anche operone ara o operone L-arabinosio) è una sequenza di geni che codifica per gli enzimi necessari al metabolismo dell'L-arabinosio in D-xilulosio-5-fosfato, un intermedio della via dei pentoso fosfati.
Ha regolazione sia negativa che positiva.

## Struttura
L'operone ara è costituito da tre geni araB,araA e araD che codificano per un mRNA policistronico,a monte di questi 3 geni si trova il promotore PBAD che permette il legame dell'RNA Polimerasi. Come nell'operone lac è presente un sito CAP per il legame del complesso CRP-cAMP.

È presente anche il gene araC che codifica per una proteina regolatrice insieme al suo promotore PC e tre operatori,araO2 e araI (si trovano rispettivamente a monte di araC e a valle del sito CAP) e araO1 adiacente a PC.
5' --- araO2 --- araC --- PC --- araO1 --- sito CAP -- araI --- PBAD --- araB --- araA --- araD --- 3'
La trascrizione di araBAD e araC procede in verso opposto

## Funzionamento
La proteina AraC funge da regolatore sia positivo che negativo, in presenza di arabinosio ha attività positiva attivando l'operone, in assenza di arabinosio invece spegne l'operone.
La proteina AraC si lega agli operatori araO2, araO1, araI; su araO1 si lega un dimero di AraC mentre su araO2 e araI si lega un monomero della proteina.

### Repressione
In assenza di arabinosio le proteine AraC legate su araO2 e su araI, si legano tra loro formando un'ansa nel DNA impedendo quindi il legame dell'RNA Polimerasi a PBAD spegnendo quindi l'operone.
Invece AraC legato su araO1, inibisce la trascrizione del gene araC mantenendo bassi i livelli di proteina AraC.

### Attivazione
In presenza di arabinosio l'interazione tra le proteine su araO2 e araI si interrompe aprendo l'ansa, inoltre un'altra proteina AraC si lega ad araI formando un dimero attivando la trascrizione dell'operone.
L'attivazione dell'operone avviene in sinergia con l'interazione del complesso CRP-cAMP sul sito CAP, infatti, a basse concentrazioni di glucosio questo complesso si lega al sito CAP aumentando l'esperessione dell'operone.

### Trasporto
Il trasporto dell'arabinosio nella cellula è mediato da due operoni araE e araFGH che permettono l'ingresso dell'L-arabinosio nella cellula. 

L'operone araFGH è composto da tre geni, araF, araG e araH per un totale di 4208 pb, posizione di mappa tra 42' e 45' all'interno del cromosoma di E. Coli.